# Danh sách video của Linkin Park
Để xem danh sách những album và đĩa đơn của Linkin Park, xem Danh sách đĩa nhạc của Linkin Park.
Danh sách các video của ban nhạc rock nước Mỹ, Linkin Park.
Linkin Park được thành lập ở Agoura Hills, California vào năm 1996 dưới cái tên Xero bởi ca sĩ Mike Shinoda và tay ghita Brad Delson. Dù chủ yếu là đi theo nu metal, âm thanh của ban nhạc còn có sự kết hợp của yếu tố rap metal và alternative rock. Ban nhạc được biết đến nhờ phong cách hát riêng biệt và giao thoa giữa hai giọng ca tương phản là Chester và Mike.

## DVD và video đã phát hành
Linkin Park đã thu thập các buổi biểu diễn và video nhạc vào đĩa DVD.
| Năm  | Tựa |
| ---- | --- |
| 2001 | Frat Party at the Pankake Festival - Phát hành: 20 tháng 11 năm 2001 - Hãng đĩa: Warner Bros. Machine Shop (WB #7599385549) - Định dạng: DVD, VHS |
| 2003 | Meteora - Phát hành: 25 tháng 3 năm 2003 - Hãng đĩa: Warner Bros. Machine Shop (WB #48186) - Định dạng: DVD                                       |
| 2003 | Live in Texas - Phát hành: 18 tháng 11 năm 2003 - Hãng đĩa: Warner Bros. Machine Shop (WB #9362486382) - Định dạng: DVD                           |
| 2004 | Breaking the Habit - Phát hành: 27 tháng 7 năm 2004 - Hãng đĩa: Locomotive Music (WB #432) - Định dạng: DVD                                       |
| 2004 | Collision Course - Phát hành: 30 tháng 11 năm 2004 - Hãng đĩa: Warner Bros. Machine Shop (WB #48962) - Định dạng: DVD                             |
| 2007 | Minutes to Midnight (WB #44477) - Phát hành: 14 tháng 5 năm 2007 - Hãng đĩa: Warner Bros. Machine Shop - Định dạng: DVD                           |
| 2008 | Road to Revolution: Live at Milton Keynes - Phát hành: 24 tháng 11 năm 2008 - Hãng đĩa: Warner Bros. Machine Shop - Định dạng: DVD                |
| 2010 | A Thousand Suns - Phát hành: 14 tháng 9 năm 2010 - Hãng đĩa: Warner Bros. Machine Shop - Định dạng: DVD                                           |

1 Về sau có phát hành một ấn bản tour diễn với một VCD phụ chứa 4 trong 5 video nhạc từ album. Nó chỉ được phát hành ở châu Á năm 2004.

## Video nhạc
Linkin Park đã sản xuất một danh sách dài những video nhạc. Thành viên của ban nhạc: Joe Hahn đạo diễn hầu hết trong số chúng.

Hình chụp video nhạc Breaking the Habit hoàn toàn sử dụng hoạt hình theo phong cách anime

Chủ yếu các video nhạc của Linkin Park cực kỳ thuộc về điện ảnh, chiếm ưu thế về hoạt hình máy tính, kỹ thuật quay phim và hiệu ứng đặc biệt. Một vài video gồm mạch truyện chính được diễn bởi diễn viên thuê để làm minh hoạ cho phần trình diễn của band. Video nhạc của bài "Breaking the Habit", dễ nhận thấy là sử dụng hoạt hình anime, đã đoạt giải Viewer's Choice Award (Giải Sự lựa chọn của Khán giả) tại MTV Video Music Awards (Giải Video Nhạc MTV) năm 2004.
Nhiều video nhạc trong album phối lại Reanimation rất hiếm, vì chúng chưa bao giờ được trình chiếu trên đài truyền hình và chỉ hiện hữu trên Internet và trong câu lạc bộ người hâm mộ cho những thành viên trả tiền. Video nhạc hoàn toàn làm từ CGI (ảnh tạo từ máy tính) của bài "Pts.Of.Athrty" dù sao cũng được trình chiếu chính thức trên truyền hình. Video bài "Frgt/10" có mặt trên Yahoo Music cho đến khi tất cả các video nhạc của Linkin Park bị gỡ bỏ vào khoảng năm 2005.
Dù đã lâu, một số lượng lớn những video của Linkin Park vẫn hiện diện phổ biến ngày nay. Trên YouTube, video Shadow of the Day và From the Inside có hơn 1 triệu lượt người xem, Breaking the Habit có hơn 3 triệu lượt, video bài "Papercut" có hơn 4 triệu lượt, Bleed It Out và Somewhere I Belong có hơn 6 triệu lượt, video bài Numb có đúng 7 triệu lượt, video bài "Faint" có hơn 8 triệu lượt, video bài "In The End" có hơn 10 triệu lượt, và video bài "What I've Done" bứt lên hơn 28 triệu lượt. Còn những bản upload khác có hơn 500.000 lượt cho mỗi video. "What I've Done" cũng là một trong số những video được xem nhiều nhất trên YouTube. Nhạc của Linkin Park thường được dùng trong AMV (Anime Music Video, Video nhạc Hoạt hình Anime) với hơn 50.000 AMV Linkin Park trên YouTube.
Các thông tin trên về video trên YouTube chỉ bao gồm những video chính thức upload bởi Linkin Park, số lượt xem của video upload bởi người hâm mộ không tính.

### Danh sách video nhạc của Linkin Park
| Năm  | Tựa                                       | Đạo diễn                            | Album                                           |
| ---- | ----------------------------------------- | ----------------------------------- | ----------------------------------------------- |
| 2000 | One Step Closer                           | Gregory Dark                        | Hybrid Theory                                   |
| 2001 | Crawling                                  | Brothers Strause                    | Hybrid Theory                                   |
| 2001 | Papercut                                  | Mike Piscitelli                     | Hybrid Theory                                   |
| 2001 | In the End                                | Nathan Cox, Mike Shinoda & Joe Hahn | Hybrid Theory                                   |
| 2001 | Points of Authority                       | Nathan Cox, Mike Shinoda & Joe Hahn | Hybrid Theory                                   |
| 2002 | Pts.OF.Athrty                             | Joe Hahn                            | Reanimation                                     |
| 2002 | Frgt/10                                   | Joe Hahn                            | Reanimation                                     |
| 2002 | Enth E Nd                                 | Joe Hahn                            | Reanimation                                     |
| 2002 | Kyur4 Th Ich                              | Joe Hahn                            | Reanimation                                     |
| 2002 | Wth>You                                   | Joe Hahn                            | Reanimation                                     |
| 2003 | Somewhere I Belong                        | Joe Hahn                            | Meteora                                         |
| 2003 | Faint                                     | Mark Romanek                        | Meteora                                         |
| 2003 | Numb                                      | Joe Hahn                            | Meteora                                         |
| 2004 | From the Inside                           | Joe Hahn                            | Meteora                                         |
| 2004 | Breaking the Habit                        | Joe Hahn                            | Meteora                                         |
| 2004 | Numb/Encore                               | Joe Hahn                            | Collision Course                                |
| 2007 | What I've Done                            | Joe Hahn                            | Minutes to Midnight                             |
| 2007 | Minutes to Midnight Promo Concert         | Joe Hahn                            | Minutes to Midnight                             |
| 2007 | Bleed It Out                              | Joe Hahn                            | Minutes to Midnight                             |
| 2008 | Shadow of the Day                         | Joe Hahn                            | Minutes to Midnight                             |
| 2008 | Given Up                                  | Mark Fiore                          | Minutes to Midnight                             |
| 2008 | We Made It                                | Chris Robinson                      | B.O.M.B.                                        |
| 2008 | Leave Out All the Rest                    | Joe Hahn                            | Minutes to Midnight                             |
| 2009 | New Divide                                | Joe Hahn                            | Transformers: Revenge of the Fallen - The Album |
| 2010 | Not Alone                                 | Bill Boyd                           | Download to Donate for Haiti                    |
| 2010 | The Catalyst                              | Joe Hahn                            | A Thousand Suns                                 |
| 2010 | Waiting for the End                       | Joe Hahn                            | A Thousand Suns                                 |
| 2011 | Burning in the Skies                      | Joe Hahn                            | A Thousand Suns                                 |
| 2011 | Iridescent                                | Joe Hahn                            | A Thousand Suns                                 |
| 2012 | Burn It Down                              | Joe Hahn                            | Living Things                                   |
| 2012 | Powerless                                 | Timur Bekmambetov                   | Living Things                                   |
| 2012 | Lost In The Echo                          | Jason Zada and Jason Nickel         | Living Things                                   |
| 2012 | Castle Of Glass                           | Drew Stauffer and Jerry O'Flaherty  | Living Things                                   |
| 2013 | A Light That Never Comes                  | Joe Hahn                            | Recharged                                       |
| 2014 | A Light That Never Comes (Vicetone Remix) | Vicetone                            | A Light That Never Comes                        |
| 2014 | A Light That Never Comes (Coone Remix)    | Editz.nl                            | A Light That Never Comes                        |
| 2014 | Guilty All The Same                       | Project Spark                       | The Hunting Party                               |
| 2014 | Until It's Gone                           | Joe Hahn                            | The Hunting Party                               |
| 2014 | Wastelands                                | N/A                                 | The Hunting Party                               |
| 2014 | Final Masquerade                          | Mark Pellington                     | The Hunting Party                               |
| 2014 | Iridescent (Stars of the Season version)  | David Kindter                       | A Thousand Suns                                 |
| 2014 | White Noise                               | Joe Hahn                            | Mall                                            |